# Denkmalgeschützte Objekte im Bezirk Wiener Neustadt-Land
Im Bezirk Wiener Neustadt-Land bestehen 296 denkmalgeschützte Objekte. Die unten angeführte Liste führt zu den Gemeindelisten und gibt die Anzahl der Objekte an.
| Gemeindeliste                     | Objektzahl |
| --------------------------------- | ---------- |
| Bad Erlach                        | 7          |
| Bad Fischau-Brunn                 | 18         |
| Bad Schönau                       | 2          |
| Bromberg                          | 7          |
| Ebenfurth                         | 9          |
| Eggendorf                         | 7          |
| Felixdorf                         | 8          |
| Gutenstein                        | 16         |
| Hochneukirchen-Gschaidt           | 5          |
| Hochwolkersdorf                   | 5          |
| Hohe Wand                         | 7          |
| Hollenthon                        | 5          |
| Katzelsdorf                       | 10         |
| Kirchschlag in der Buckligen Welt | 17         |
| Krumbach                          | 14         |
| Lanzenkirchen                     | 9          |
| Lichtenegg                        | 6          |
| Lichtenwörth                      | 14         |
| Markt Piesting                    | 11         |
| Matzendorf-Hölles                 | 7          |
| Miesenbach                        | 5          |
| Muggendorf                        | 1          |
| Pernitz                           | 8          |
| Rohr im Gebirge                   | 3          |
| Schwarzenbach                     | 6          |
| Sollenau                          | 4          |
| Theresienfeld                     | 9          |
| Waidmannsfeld                     | 9          |
| Waldegg                           | 9          |
| Walpersbach                       | 6          |
| Weikersdorf am Steinfelde         | 9          |
| Wiesmath                          | 6          |
| Winzendorf-Muthmannsdorf          | 10         |
| Wöllersdorf-Steinabrückl          | 19         |
| Zillingdorf                       | 8          |
| Summe Bezirk Wiener Neustadt-Land | 296        |